# Emilio Estevez

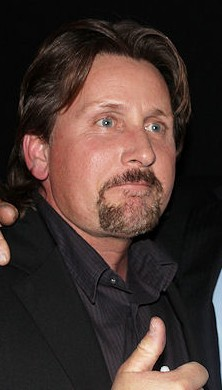
Emilio Estevez, 2011

Emilio Estevez (spanische Schreibweise Emilio Estévez; * 12. Mai 1962 in New York City) ist ein US-amerikanischer Filmschauspieler, Regisseur sowie Drehbuchautor. Im Gegensatz zu seinem Vater Martin Sheen und Bruder Charlie Sheen tritt er wie sein Onkel Joe Estevez mit bürgerlichem Namen auf.

## Leben
Estevez machte 1981 sein Filmdebüt und spielte im Verlauf der 1980er-Jahre viele Teenager-Rollen, darunter eine Nebenrolle in Die Outsider unter Regie von Francis Ford Coppola. Größere Bekanntheit erlangte er mit seinen Hauptrollen den Filmen The Breakfast Club und St. Elmo’s Fire – Die Leidenschaft brennt tief, beide aus dem Jahr 1985. Estevez galt anschließend als eines der hoffnungsvollsten Talente des Brat Packs. Zu Beginn der 1990er Jahre spielte er noch prominent in Mighty Ducks – Das Superteam mit und war auch an allen Fortsetzungen beteiligt. Seine Schauspielkarriere erlebte allerdings in den 1990er-Jahren einen Knick und er hatte kaum kommerzielle Kinoerfolge. Sein Schaffen als Schauspieler umfasst mehr als 40 Film- und Fernsehproduktionen.
Neben der Schauspielerei verlegte Estevez sich bereits früh auf Aufgaben hinter der Kamera. Sein Regiedebüt gab er 1986 mit dem Film Wisdom – Dynamit und kühles Blut. 1990 und 1996 folgte je eine weitere Regiearbeit. In den 2000er Jahren inszenierte er neben weiteren Filmen einzelne Episoden von Fernsehserien wie Cold Case, CSI: NY und The Guardian – Retter mit Herz. 
Ende 2005 schrieb er das Buch Bobby und führte auch Regie in diesem gleichnamigen Film vor dem Hintergrund der Ermordung von US-Senator Robert F. Kennedy, dem demokratischen Präsidentschaftskandidaten. Die Dreharbeiten lenkten noch einmal die Aufmerksamkeit der Öffentlichkeit auf den Hauptdrehort des Films, das Ambassador Hotel am Wilshire Boulevard in Los Angeles, wo Kennedy in der Nacht zum 5. Juni 1968 erschossen wurde. Noch während der Dreharbeiten wurden Vorbereitungen zum Abriss des seit langem leerstehenden Gebäudes getroffen, das einem Schulkomplex weichen musste. Es folgten die Inszenierungen Dein Weg  (2010) und Ein ganz gewöhnlicher Held (2018), bei denen er auch das Drehbuch verantwortete und größere Rollen spielte.
Estevez’ Geschwister Charlie Sheen, Ramon Estevez und Renée Estevez sind ebenfalls Schauspieler. Er hat einen Sohn (* 1984) und eine Tochter (* 1986) mit dem Model Carey Salley. 1992 heiratete er die Pop-Sängerin Paula Abdul, 1994 wurde die kinderlose Ehe geschieden.

## Filmografie (Auswahl)

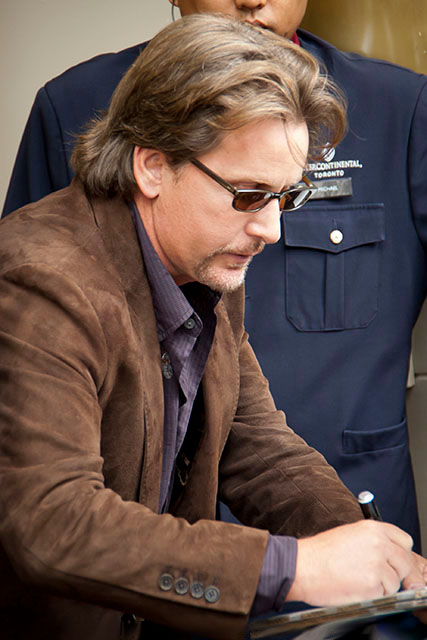
Emilio Estevez beim Toronto International Film Festival 2010

### Schauspieler
- 1981: To Climb a Mountain
- 1982: Unter den Augen der Justiz (In the Custody of Strangers)
- 1983: Alpträume (Nightmares)
- 1983: Die Outsider (The Outsiders)
- 1984: Repo Man
- 1985: Der Frühstücksclub (The Breakfast Club)
- 1985: St. Elmo’s Fire – Die Leidenschaft brennt tief
- 1986: Jungs außer Kontrolle (That Was Then... This Is Now)
- 1986: Wisdom – Dynamit und kühles Blut (Wisdom)
- 1986: Rhea M – Es begann ohne Warnung (Maximum Overdrive)
- 1987: Die Nacht hat viele Augen Stakeout
- 1987: Funny, You Don’t Look 200: A Constitutional Vaudeville
- 1988: Das Highway-Trio (Never on Tuesday)
- 1988: Young Guns – Sie fürchten weder Tod noch Teufel
- 1989: Operation Nightbreaker (Nightbreaker)
- 1990: Men at Work
- 1990: Blaze of Glory – Flammender Ruhm (Young Guns II)
- 1992: Freejack – Geisel der Zukunft (Freejack)
- 1992: Mighty Ducks – Das Superteam (The Mighty Ducks)
- 1993: Loaded Weapon 1
- 1993: Die Abservierer (Another Stakeout)
- 1993: Judgment Night – Zum Töten verurteilt (Judgment Night)
- 1994: Mighty Ducks II – Das Superteam kehrt zurück (D2: The Mighty Ducks)
- 1996: Mission: Impossible
- 1996: The War at Home
- 1996: Mighty Ducks III – Jetzt mischen sie die Highschool auf (D3: The Mighty Ducks)
- 1998: Django – Ein Dollar für den Tod (Dollar for the Dead)
- 1999: Mit Vollgas durch die Nacht (Late Last Night)
- 2000: Sand
- 2004: The L.A. Riot Spectacular (Officer Powell)
- 2006: Bobby
- 2008: Two and a Half Men (6. Staffel, 11. Folge)
- 2010: Dein Weg (The Way)
- 2018: Ein ganz gewöhnlicher Held (The Public)
- 2021: Mighty Ducks: Game Changer (Fernsehserie)

### Regie
- 1986: Wisdom – Dynamit und kühles Blut (Wisdom)
- 1990: Men at Work
- 1996: The War At Home – auch Drehbuch
- 2006: Bobby – auch Drehbuch
- 2010: Dein Weg (The Way) – auch Drehbuch
- 2018: Ein ganz gewöhnlicher Held (The Public) – auch Drehbuch